# بریتانیا (الهه)

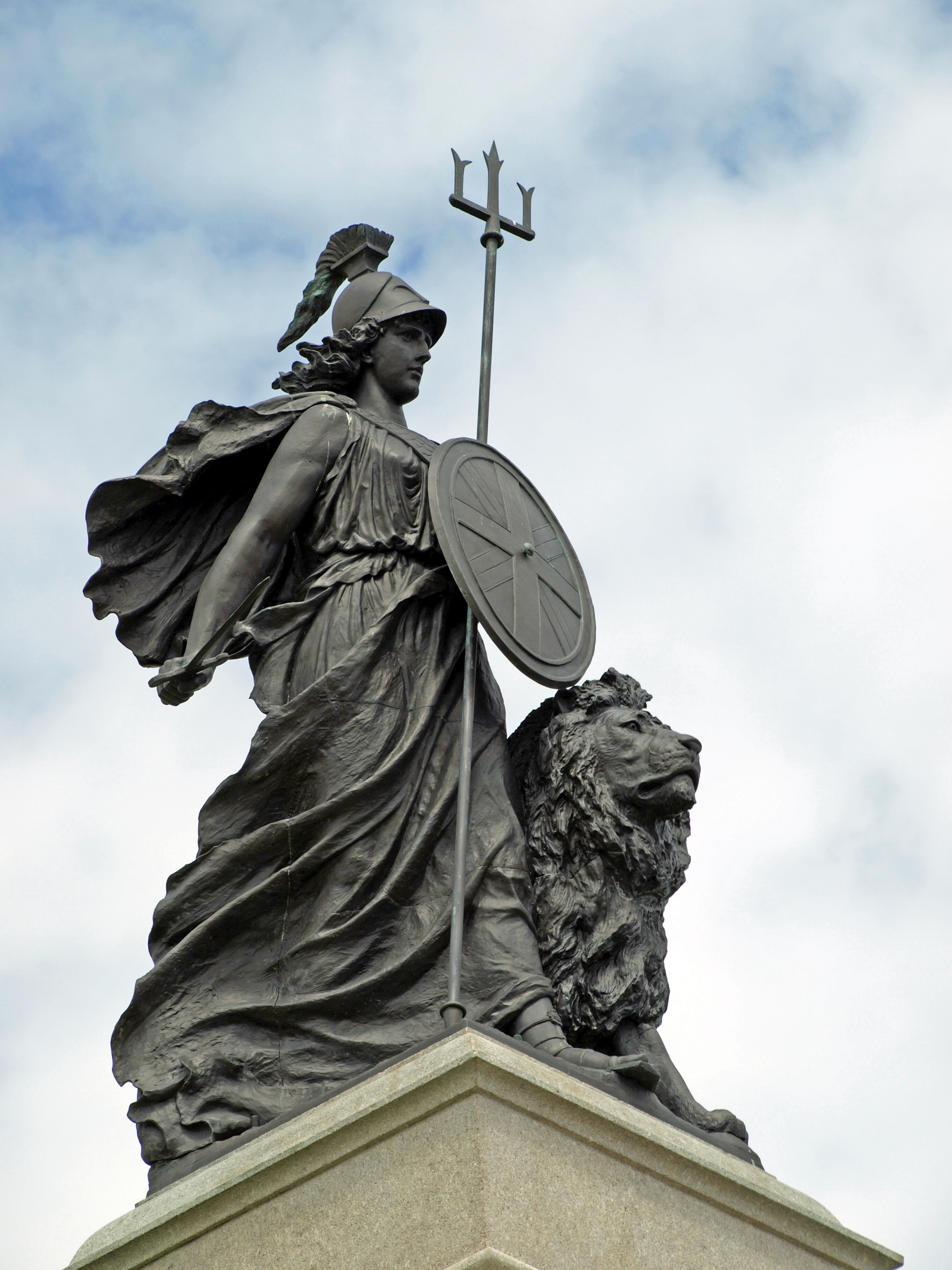
مجسمه بریتانیا

بریتانیا (به لاتین: Britannia) تجسم‌بخشی به ملیت برای کشور بریتانیا است که در قالب زنی جنگجو (الهه) به همراه کلاه‌خود و نیزه سه‌شاخ مجسم می‌گردد. در اغلب نوشته‌ها و در اساطیر، الههٔ آب، دریانوردی، موسیقی و نگهبان دریاها بوده‌است. نخستین نویسنده‌ای که شکلی از این نام را به کار برد، کاشف و جغرافی‌دان یونانی، پوتئاس در سده چهارم پیش از میلاد می‌باشد. پوتئاس به مجموعه‌ای از جزایر در سواحل شمال غربی اروپا اشاره می‌کند و نام‌هایی همچون پریتانیک یا بریتانیای را به آنها انتساب می‌دهد. در سده اول پیش از میلاد نیز، دیودور سیسیلی به پریتانیا اشاره کرد.
نخستین مرتبه در مقطع اروپای دوران قدیم شمایلی از بریتانیا استفاده‌شد و نام لاتین آن در دوران امپراتوری روم بر روی جزایر بریتانیا و استان رومی بریتانیا گذاشته شد. تمثیل ملی و کلاسیکی که از زمان ظاهرشدن بر روی سکه‌های رومی سده دوم پس از میلاد ضرب شد، به‌طور معمول این الهه را در حالت خوابیده یا نشسته به همراه نیزه و سپر به تصویر می‌کشیدند که در اوایل عصر جدید اولیه نیز این تصاویر احیا شدند. سکه‌های پوند استرلینگ ضرب شده توسط چارلز دوم انگلستان، نشانگر الهه بریتانیا بودند در حالی که حامل سپر و پرچم اتحادیه بود. پیروزی‌های نیروی دریایی پادشاهی بریتانیا باعث شد تا در سال ۱۷۹۷ نیزهٔ‌سه‌شاخ الهه بریتانیا مشخصه بارز نقوش وی گردد و در سال ۱۸۲۵ نیز، یک کلاه‌خود به سکه‌های ضرب‌شده اضافه شد.

## نگارخانه

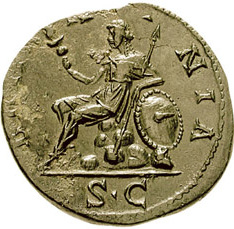
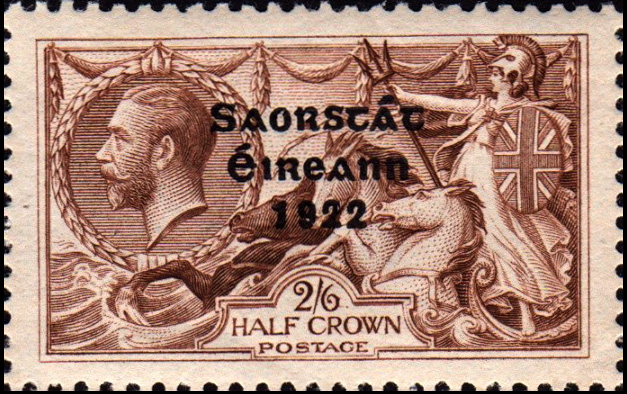

## دوره‌های یونان و روم
نخستین نویسنده‌ای که شکلی از این نام را به کار برد، کاشف و جغرافیدان یونانی پیتیس در سده چهارم پیش از میلاد بود. پیتیس به مجموعه ای از جزایر در سواحل شمال غربی اروپا با نام پرتانیک یا برتانیای اشاره کرده‌است. در سده اول پیش از میلاد، دیودوروس سیکولوس به پرتانیا اشاره کرد، که بیانی از نام بومی برای مردم پرتانی بود که یونانیان معتقد بودند در جزایر بریتانیا ساکن هستند. به دنبال استفاده یونانی، رومی‌ها به اینسولا بریتانیکا در جمع اشاره می‌کردند که شامل آلبیون (بریتانیای کبیر)، هیبرنیا (ایرلند)، تول (احتمالاً ایسلند یا اورکنی) و بسیاری از جزایر کوچکتر است. با گذشت زمان، آلبیون به‌طور خاص به عنوان بریتانیا شناخته شد، و نام این گروه متعاقباً حذف شد. اگرچه ایجاد و اتحاد استان بریتانیا معمولاً به امپراتور کلودیوس در سال ۴۳ پس از میلاد نسبت داده می‌شود، ژولیوس سزار پیشاً در طول دو لشکرکشی خود به جزیره در سال‌های ۵۵ و ۵۴ پیش از میلاد، حاکمیت رومی را بر سلسله‌های بریتانیای جنوبی و شرقی برقرار کرده بود. همان‌طور که خود سزار در جوانی در بیتینیا گروگان بود، پسران پادشاه را نیز به عنوان ابساید و برای تحصیل به روم بازگرداند.